# Bánk Bán (film)
Bánk Bán este un film mut austro-ungar din 1914, în regia lui Michael Curtiz (Mihály Kertész). Pelicula este o adaptare a dramei omonime publicate de József Katona în 1821.

## Distribuție
- László Bakó – banul Bánk Bár-Kalán
- Mihály Fekete – banul Mikhál (Mihal)
- Mari Jászai – Gertrud de Andechs, regina Ungariei
- Adorján Nagy – Andrei al II-lea al Ungariei
- Victor Varconi – Otto I de Merania
- Jenő Janovics – Biberach, aventurier german
- ș.a.

## Locuri de filmare
Pelicula a fost filmată la Castelul Kornis din Benediugu Dejului și la Institutul Agronomic din Cluj. 